# Pelourinho de Lanheses
O Pelourinho de Lanheses, também referido como Pelourinho de Feira, localiza-se no jardim do Paço de Lanheses, na freguesia de Lanheses, no município e no distrito de Viana do Castelo, em Portugal.

## História
O concelho de Vila Nova de Lanheses foi estabelecido em 1794, tendo, como demonstração da sua autonomia, sido mandado erigir o pelourinho, uma vez que era ali que o concelho exercia a sua justiça.
Foi originalmente colocado no Largo da Feira, próximo do local onde hoje se localiza o fontanário. Em 1933, a Casa do Paço, na posse dos representantes dos antigos Senhores de Lanheses e dos títulos de conde de Almada e de conde de Avranches, cedeu à Junta de freguesia o direito de propriedade sobre o terreno e oliveiras do Largo da Feira, que lhes pertencia.
Simultaneamente, o pelourinho — que já tinha perdido a sua função simbólica uma vez que Lanheses deixara de ser sede de concelho e de se revestir de poder judicial — foi retirado do local para o jardim da entrada do referido Paço de Lanheses, onde atualmente se localiza.
Encontra-se classificado como Imóvel de Interesse Público desde 1933.

## Características
Constitui um monumento em pedra de granito, assente numa plataforma de três degraus, também em granito, onde se exibiam as cenas penais. Ao centro da plataforma, encontra-se a base do mesmo, de onde emergia a coluna com os seus três elementos constituintes (base, fuste e capitel), rematada por uma pirâmide encimada por uma esfera, peça decorativa onde eram expostos os réus.